# Divinity 2: Ego Draconis
Divinity 2: Ego Draconis ist ein von den Larian Studios entwickeltes Action-Rollenspiel, das im Juli 2009 für Windows-PCs und kurz darauf für die Xbox 360 durch dtp entertainment veröffentlicht wurde. Es ist das erste Spiel der Divinity-Reihe in Verfolgerperspektive.
Der Spieler schlüpft zunächst in die Rolle eines angehenden Drachentöters, um das Reich Rivellon einer Weissagung folgend vor dunkler Bedrohung zu retten. Den Kampfhandlungen fällt alsbald eine geheimnisvolle Ritterin zum Opfer, die kurz vor ihrem Tode mächtige Kräfte auf den jungen Helden überträgt. Diese ermöglichen dem Spieler fortan den Gestaltwechsel zum Drachen, womit wiederum neue Spielgebiete erschlossen und Quests absolviert werden können.
Für das Spiel erschienen weitere kostenpflichtige Spielinhalte und Erweiterungen in Form des Add-ons Divinity 2 – Flames of Vengeance (Juli 2010) und einer überarbeiteten Komplettsammlung mit der Bezeichnung Divinity 2 – The Dragon Knight Saga (Oktober 2010). Seit Oktober 2012 gibt es auch einen Developer's Cut mit einem Entwicklermodus.

## Vorgeschichte
Die Drachen, die lange Zeit in der Spielwelt Rivellon lebten, machten einige Menschen zu Drachenrittern, die ihre Interessen in der Welt vertreten sollten. Dank sogenannter Drachensteine konnten sich die Drachenritter jederzeit selbst in einen Drachen verwandeln. Als sich die Drachen aus der Welt zurückzogen, blieben die Drachenritter als Wächterorden zurück.
Im Laufe der Geschichte wurde Rivellon mehrfach von den dämonischen Streitkräften des sogenannten Schwarzen Rings bedroht. In einer dieser Schlacht sollte Lucian, der allgemein nur als „Der Göttliche“ bezeichnete Held Rivellons und identisch mit der Spielerfigur des Vorgängers Divine Divinity, ein Kind namens Damian töten, da es die Essenz des obersten Dämonenmeisters in sich trage und eines Tages für die Vernichtung der Welt verantwortlich sein werde. Doch Lucian konnte dies nicht mit seinem Gewissen in Einklang bringen. Stattdessen adoptierte er das Kind und zog es wie sein eigenes auf. Trotz seiner Bemühungen begann sich Damians Prophezeiung zu erfüllen, als Lucian dessen Geliebte Ygerna tötete und Damian ihm gegenüber Rache schwor. Damian begann das Land mit Krieg zu überziehen.
Lucian schloss ein Bündnis mit den Drachenrittern, um Damians Horden abzuwehren. Doch während der entscheidenden Schlacht verriet ein Drachenritter das Abkommen und tötete den Göttlichen. Damian, dessen Rache damit Genüge getan war, brach den Kampf ab und zog sich zurück. Die verbliebenen Anhänger Lucians, ob des Verrats des Drachenritters erzürnt, riefen dagegen die Gemeinschaft der Drachentöter ins Leben, um seither Jagd auf alle Drachenritter zu machen. Über die Jahre löschten sie so nahezu alle Drachenritter aus. Während dieser Zeit bereitete Damian im Verborgenen einen neuen Krieg gegen die Menschen von Rivellon vor, mit dem seine Prophezeiung endgültig in Erfüllung gehen sollte.

## Handlung
Der Held beginnt seine Reise in Leuchtenfeld, wo er sein jahrelanges Training zum Drachentöter abschließen soll. Er erhält beim Ritual die Gabe des Gedankenlesens und die Fähigkeit, Geister wahrzunehmen. Im Gegenzug „verliert“ er alle seine Erinnerungen und muss seine Fähigkeiten neu erlernen. Das Ritual kann nicht vollständig abgeschlossen werden, da eine überlebende Drachenritterin im nahegelegenen Trümmertal entdeckt und die Initiation daher abgebrochen wird. Der Held und die übrigen Drachentöter machen sich per Zeppelin zum Trümmertal auf. Doch die langjährigen Gemeinschaftsmitglieder beschließen, dass der Held aufgrund des unvollendeten Rituals nicht bereit sei, einer Drachenritterin entgegenzutreten. Sie weisen ihn daher an, das Tal nicht zu verlassen, und ziehen allein gegen die Drachenritterin.
Der Held ignoriert seine Befehle und begegnet schließlich der schwer verwundeten Drachenritterin mit Namen Talana. Sterbend verwandelt diese den angehenden Drachentöter gegen dessen Überzeugung selbst in einen Drachenritter. Der Spielercharakter wird ab diesem Zeitpunkt von einer inneren Stimme gelenkt, die den Spieler zum Kampf gegen Damian auffordert und sich erst als Talana ausgibt, sich im späteren Spielverlauf jedoch als die verstorbene Ygerna zu erkennen gibt. Sie behauptet, dass, wenn der Held sie wieder zum Leben erwecken könne, Damian durch seine Seelenverbindung zu ihr stürbe. Dazu muss er jedoch erst in den Besitz des Drachensteins gelangen, um in den Vollbesitz seiner neuen Fähigkeiten zu kommen. Weiterhin benötigt er einen Zauberspruch zum Auffinden der sogenannten Halle der Seelen, um Ygerna ins Leben zurückholen zu können. Ersteres findet der Held im sogenannten Drachenturm, der von dem Tyrannen und dunklen Magier Lord Laiken gehalten wird. Mit dem Sieg über Lord Laiken und dessen Tod erhält der Spielercharakter die Hoheit über den Turm, der ihm von da ab als Basis dient. Mit Hilfe des Drachensteins kann er sich jederzeit in einen flugfähigen Drachen verwandeln und so die Spielwelt bereisen. Weiterhin kann er sich mit den Kräften des Steins in jeder Situation in den Drachenturm zurück teleportieren.
Nach der erfolgreichen Eroberung des Turms durch den Spielercharakter erreicht Damian mit seinen Truppen das Trümmertal und verwüstet es nahezu vollständig. Aufgrund giftiger Nebel kann es ab diesem Zeitpunkt vom Spieler nur noch in Drachenform bereist werden, der sich zudem überall vor Befestigungsanlagen des Angreifers in Acht nehmen muss. Um den Zugang zur Halle der Seelen zu finden und im Wettlauf gegen die Truppen Damians, bereist der Held die Orobas-Fjorde. Dort trifft auf einen echten Drachen, der ihm den Zugang zu der Halle der Seelen offenbart. Bevor er diese jedoch betreten kann, benötigt der Held ein Schutzamulett aus der von Dämonen geplagten Stadt der Heiler, Aleroth. Des Weiteren benötigt er für den Zugang ein Siegel, das er im zerstörten Trümmertal Damians ranghöchstem Dämon namens Baal entreißen muss.
Mit den entsprechenden Gegenständen ausgerüstet kann der Held ab diesem Augenblick die Halle der Seelen in den Orobas-Fjorden betreten. An diesem mystischen Ort dringt er in Ygernas Erinnerung ein und verhindert darin ihre Hinrichtung, allerdings nur ihre Erinnerung daran, indem er Lucians gesamte Garde und ihn selbst tötet. Am Ende findet er sich jedoch in der Halbwelt „Hypnerotomachia“ gefangen. Dort erzählt ihm Lucian, dass er auf einen hinterlistigen Plan Ygernas hereingefallen und Damian ab diesem Zeitpunkt faktisch unbesiegbar geworden sei. Ygerna wacht in ihrem Körper wieder auf. Damians Armeen beginnen einen groß angelegten Angriff auf die Orobas-Fjorde, gegen den die Menschen keine Chance zur erfolgreichen Verteidigung haben. An dieser Stelle endet das Spiel mit einem offenen Schluss.

## Spielwelt

### Allgemeines
Die Spielwelt besteht aus flachen Tälern, Felswüsten und Fjorden. Allgemein wurde die Architektur der Gebäude dem Mittelalter entnommen, ebenso wie das Aussehen der Waffen. Die Vegetation der Spielwelt besteht vor allem aus Gras, Bäumen und Ähnlichem. Die allgemeine Größe der Spielwelt kann mit der von Gothic verglichen werden, wobei nur ein kleiner Teil der Spielwelt von Divinity 2: Ego Draconis, das sogenannte Trümmertal bereits die kompletten Ausmaße der Spielwelt von Gothic darstellen. Das Design der Dungeons entspricht denen von teilweise geplünderten unterirdischen Grüften oder Grabanlagen.
Das Reisen innerhalb der Spielwelt kann durch ein System aus Teleportern abgekürzt werden. Das Gegner-Design entspricht teils nicht dem üblichen Design in Fantasy-Rollenspielen, so haben Goblins etwa nur ein Auge und das mittig im Gesicht platziert. Übergroße Gegner wie etwa Trolle sind selten anzutreffen, meist trifft der Spieler auf Gegner menschlichen Ausmaßes. Goblins und Kobolde errichten im Freien meist Lager aus lederbespannten Zelten, deren Ausmaße etwa denen der Trümmertal-Stadt entsprechen.
Die Menschen gehen in den Städten und Dörfern ihren geregelten und wechselnden Tätigkeiten nach, etwa dem Wäschewaschen und danach dem Aufhängen der Wäsche, um daraufhin die Tiere zu füttern.
Dem Spieler ist die Reise, durch Teleporter in den Orobas-Fjorden, zu den Festungen des Schwarzen Ringes möglich. Die Architektur der Festungen bleibt immer gleich. Diese Festungen bestehen aus mehreren fliegenden Inseln, worauf auf jeder kleinere Truppenkontingente stationiert sind, zusätzlich zu Katapulten und Blitztürmen. Meist in der Mitte befindet sich eine größere Festung, in der ein General des Schwarzen Ringes stationiert ist. Wird dieser vom Spieler getötet, erhält er besonders mächtige Gegenstände. Die Truppen des Schwarzen Ringes bestehen vor allem aus menschlichen Kriegern und domestizierten Wyvern.

### Orte und Landschaften

#### Leuchtenfeld
Leuchtenfeld ist der Ausgangspunkt des Spiels und Schauplatz des Einführungstutorials. Zu beiden Seiten eines Flusses dicht gebaut, beherbergt die durch tägliches Markttreiben sehr belebte mittelalterlich anmutende Stadt die Ausbildungsstätte der Gemeinschaft der Drachentöter. Dort schult der Held zunächst seine für weitere Reisen notwendigen Fähigkeiten wie beispielsweise etwa das Steuern der Spielfigur, die Interaktion mit anderen Spielcharakteren und grundlegende Kampftechniken.

#### Trümmertal
Im Osten des Tals ist die einzige Stadt des Trümmertals, die durch einen Fluss geteilt ist. Eine Taverne dient als zentraler Treffpunkt der Bewohner. Eine kleine Garnison beherbergt Soldaten und Rekruten. Eine Schmiede und ein Bauernhof innerhalb der intakten und bemannten Stadtmauern versorgt die Stadt. Mittig im Tal liegt Lord Lovis Turm. Er war einst Herrscher des Tals. Im Norden ist der Maxos-Tempel. Durch ihn gelangt der Spieler zur Wächterinsel. Die Stadt des Trümmertals wird von Damian selbst und seiner Armee angegriffen. Die Stadt wird in Brand gesetzt und ihre Bewohner werden getötet. Das gesamte Trümmertal umhüllt nach dem Angriff ein mehrere Meter hoher giftiger Nebel, in dem kein Lebewesen überleben kann. Nur Lord Lovis Turm bleibt stehen.

#### Orobas-Fjorde
Die Orobas-Fjorde grenzen direkt im Norden an das Trümmertal an. Die Orobas-Fjorde bestehen aus mehreren hundert Meter hohen Klippen. Am Grund fließt ein größerer Fluss direkt ins Meer. An den Klippen befinden sich aneinandergereihte Felsvorsprünge, auf denen Bäume wachsen. Ebenso eine Vielzahl von Höhlen die teilweise von Goblins bewohnt werden. Durch Teleporter, die in den Fjorden verteilt vorkommen, ist es möglich, zu den Festungen der Generäle des Schwarzen Rings zu gelangen. Diese sind als reine fliegende Festungen konzipiert.
Im Osten der Orobas-Fjorde ist die größte Siedlung der Menschen zu finden, der Champions-Hafen, das Dorf Hohenfels und die Ruine der Burg Drachenfels. Der Hafen und das Dorf werden durch Anti-Drachen-Zonen geschützt. Der Hafen liegt mittig im Gebiet der Orobas-Fjorde und dient als Umschlagplatz für Waren und als Hafen für Luftschiffe. So ist auch die Architektur des Hafens und der Innenräume angelegt, etwa mit vielen Kränen, Kisten und Ähnlichem. Im Süden befindet sich die Halle der Seelen.

#### Aleroth
Es ist die Hauptstadt des Reiches und befindet sich im äußersten Nordosten. In Divinity 2: Ego Draconis ist nur ein kleiner Teil betretbar.
Die Stadt ist in Flames of Vengeance komplett betretbar. Sie wurde im mittelalterlichen Stile designt. Das Krähennest, ein reines Wohnviertel, wird von Untoten heimgesucht und teilweise zerstört. Im Süden der Stadt befindet sich eine Kaserne und ein sprechender Baum mit eigenem Bewusstsein, er hindert die Untoten durch einen weiteren Schutzschild daran, in andere Teile der Stadt vorzudringen.

## Spielprinzip

### Allgemeines
In Divinity 2 steuert der Spieler seine Figur direkt aus einer Third-Person-Perspektive. Anders als bei vielen Rollenspielen üblich legt sich der Spieler nicht zu Beginn auf einen Charaktertyp wie Magier, Krieger oder Waldläufer fest. Stattdessen stehen ihm alle Fertigkeiten zur freien Auswahl, die er wieder rollenspielüblich durch das Sammeln von Erfahrungspunkten in Kämpfen und Missionen bei einem Stufenaufstieg nach eigenen Vorstellungen ausbauen kann.
Quests lassen sich standardmäßig auf sehr unterschiedliche Weise lösen. Beispielsweise eine Quest im Trümmertal, bei der der Spieler einen Brief von der Frau eines Händlers an einen Schmied, mit dem sie eine Affäre hat, weiterleiten soll. Es existieren insgesamt sechs mögliche Lösungswege, die von dem Tod des Schmiedes, der Einkerkerung des Händlers, der Erhöhung/Senkung der Preise des Händlers/Schmiedes bis zum kompletten Scheitern der Quest reichen. Wird die Fähigkeit Gedankenlesen angewendet, ergeben sich in mehreren Quests zusätzliche Lösungswege. Die Belohnungen für das jeweilige Abschließen einer Quest teilen sich in Grundbelohnung von Erfahrungspunkten und Gold, der Währung des Spiels, und dazu extra auswählbar zusätzliche Erfahrungspunkte, Gold oder Items. Questbelohnungen in Form von Gegenständen sowie Truheninhalte variieren, so ist es möglich durch Neuladen eines Spielstandes Belohnungen oder Truheninhalte zufällig neu bestimmen zu lassen. Anders als in zeitgenössischen Spielen erleidet die Spielerfigur keinerlei Fallschaden, selbst Stürze aus großer Höhe führen daher nicht zum Tod des Hauptcharakters. Der Fallschaden wurde vom Entwickler deaktiviert, um eine Rückverwandlung aus der Drachen- in die Menschenform jederzeit und ohne vorherige Landung zu ermöglichen.
Der Mehrzahl der Gegner, auf die der Spieler trifft, steht nicht in den Diensten Damians. Die Gegnertypen reichen von normalen Menschen über Skelette bis hin zu menschenähnlichen Kreaturen wie etwa Goblins, von denen nur ein kleiner Teil Damian dient und die den häufigsten Gegnertyp darstellen, der dem Spieler begegnet. Die Gegner setzen Nahkampfwaffen ein oder gehen mit Magie gegen den Spieler vor. Es existieren auch kleinere Gegnertypen wie etwa Wildschweine, die den Spieler mit ihren Hauern angreifen. Die einzigen Feinde, auf die der Spieler im Luftkampf trifft, sind Wyvern. Er wird dort außerdem mit Katapulten oder mit von Türmen abgeschossenen Blitzen angegriffen. Außerhalb von Städten wird der Spieler mit Ausnahme der freundlich gesinnten Questgeber oder Questcharaktere im Allgemeinen von allen Spielfiguren attackiert.
Es ist möglich, sich aus gefundenen Körperteilen eine Kreatur zu erschaffen, die einem im Kampf zur Seite steht. Diese Kreatur kann nicht sterben, da sie untot ist, sondern nur besiegt werden. Nach einer kurzen Erholungsphase kann sie wieder herbeigerufen werden. Während des Spielverlaufs besteht die Möglichkeit, mächtigere Körperteile zu finden und diese gegen aktuelle zu tauschen.
Ygerna, die sich als Talana ausgibt, kommentiert Geschehnisse oft zynisch. Ähnlich wie in anderen genretypischen Spielen, etwa Dragon Age: Origins, gibt es keine Audio-Ausgabe dessen, was der Hauptcharakter in Dialogen sagt. Der Spieler wählt lediglich die gewünschte Gesprächsoption, worauf das Gegenüber entsprechend reagiert. Der Spielercharakter gibt jedoch Kampfgeräusche und allgemeine Kommentare von sich, zum Beispiel über die Qualität von gefundenen Gegenständen.

### Spielablauf
Am Anfang eines jeden neuen Spielstandes wird zuerst das Aussehen des Charakters, dessen Stimme und dessen Name ausgewählt, wobei im Spiel der Held immer als Drachentöter angesprochen wird. Nach einem kurzen Intro landet die Gruppe der Drachentöter in Leuchtenfeld.
Leuchtenfeld dient als Tutorialstadt, wobei dem Spieler die spielerischen Fähigkeiten, etwa das Gedankenlesen oder das Kämpfen mit Schwert, Bogen und Magie durch Learning by Doing beigebracht werden, ebenso die variablen Möglichkeiten Quests abzuschließen. Nachdem dies absolviert worden ist, fliegt die Gruppe in das Trümmertal. Ab dort ist die Welt Open World, wird jedoch durch natürliche Hindernisse, etwa Berge, Wachposten oder zu starke Monster begrenzt.

### Menschenform und Fertigkeiten
Dem Spieler stehen in dieser Form 54 Fertigkeiten zur Verfügung, die gelernt werden können. Diese können über Levelanstiege maximal die Stufe 13 erreichen. Die Fertigkeiten umfassen dabei unter anderem Dämonen, Geist- und Untotenbeschwörung, Flammenwände, Herbeizauberung, das Knacken von Schlössern und die maximalen Gegenstände im Inventar. Alle Fertigkeiten und deren Wirkungen können in einem Vorführvideo jederzeit begutachtet werden.
Die Kämpfe teilen sich in drei Kampfarten ein: Nahkampf, Fernkampf und Magie. Der Nahkampf besteht aus den Fäusten des Charakters selbst, Einhandwaffen, zwei Waffen, Waffe und Schild sowie Zweihandwaffen. Jede Art hat im Prinzip ihre Vor- und Nachteile, etwa ist der Faustkampf der schnellste, richtet jedoch am wenigsten Schaden an, das Zweihandschwert am stärksten, jedoch am langsamsten. Der verursachte Schaden hängt mehr von der Waffe ab als von der Waffenart. So kann eine Einhandwaffe das Niveau einer Zweihandwaffe bei weitem übertreffen, da die Werte von gefundenen Waffen nach dem Zufallsprinzip ermittelt werden. Der Fernkampf besteht aus Pfeil und Bogen. Er bietet keine Unterarten wie etwa der Nahkampf, sondern lediglich Fertigkeiten, um etwa mehrere Pfeile gleichzeitig abzufeuern. Der Magiekampf ist der umfangreichste. Er bietet etwa die Möglichkeiten der Dämonenbeschwörung, Feuermagie, etwa Feuerbälle zu werfen, oder schlichte Heilungs- und Unterstützungsmagie. Dem Magier ist keine Waffe wie etwa ein Stab zugeteilt worden. Jedoch ist es möglich alle drei Kampfarten frei zu kombinieren. So wäre es möglich, Gegner aus der Ferne mit dem Bogen anzugreifen, danach einen Feuerzauber zu wirken und anschließend sofort mit Nahkampfwaffen gegen den Gegner vorzugehen.
Durch jeden Levelaufstieg erhält der Spieler Steigerungspunkte, die für seine Attribute benötigt werden. Die Attribute umfassen:
- Lebenskraft: Bestimmt die Höhe der Lebenspunkte
- Willenskraft: Legt die Höhe der Manapunkte fest
- Stärke: Bestimmt den Nahkampfschaden und die Resistenz dagegen
- Gewandtheit: Legt die Höhe des Fernkampfschadens und die Resistenz dagegen fest
- Intelligenz: Bestimmt den Magieschaden und die Resistenz dagegen.

Durch die Fähigkeit des Gedankenlesens, die Gedanken werden akustisch wiedergegeben, erfährt der Spieler oft Geheimnisse wie Passwörter oder kann Händler veranlassen, ihre Preise zu senken. Dies verbraucht Erfahrungspunkte, dabei ist es möglich, in ein Minus an Erfahrungspunkten zu geraten ähnlich der Überziehung bei einem Bankkonto. Dabei kann der Spieler erst wenn er die beim Gedankenlesen verbrauchten Erfahrungspunkte wiedererlangt hat, etwa durch das Töten von Gegnern, wieder die Gesamtzahl der für den Levelaufstieg benötigten Erfahrungspunkte erreichen.

### Drachenform und Fertigkeiten
Es ist fast jederzeit möglich, sich in seine Drachenform zu verwandeln. Dadurch ist es dem Spieler möglich, bestimmte Gegner, die dafür ausgelegt sind, in Drachenform effektiv zu töten oder auszuschalten. Nur durch eine Kombination der Drachenform und der normalen Form ist es in vielen Fällen möglich, Dungeons überhaupt erst zu finden und damit Quests zu lösen, da sie z. B. hinter Klippen versteckt sind, zu denen kein Weg existiert. An bestimmten Stellen im Spiel gibt es sogenannte Anti-Drachen-Zonen. Dies sind farbige, durchlässige Kuppeln um z. B. eine Stadt. In der Drachenform ist es nicht möglich, diese zu passieren. Nur in der menschlichen Form können diese Areale betreten werden. Da die Drachenform überaus stark ist, können bestimmte Gegner nicht durch und in dieser Form gesehen oder getötet werden. Dies soll verhindern, dass der Spieler ein Areal in seiner Drachenform abfackelt und in seiner Menschenform nur mehr die Beute einsammeln muss.
Anders als in der Menschenform können die Drachenfertigkeiten, sieben Stück, nicht durch Levelaufstiege gesteigert werden, sondern durch Bücher, die in der Spielwelt verteilt sind. Die Fertigkeiten umfassen etwa das Speien von Feuerbällen, Wyvern als Kampfunterstützung zu rufen oder sich selbst zu heilen.
Die Kämpfe in der Drachenform umfassen das Töten von fliegenden Gegnern, die anvisiert werden müssen mit Feuerbällen, die eine kurze Wiederaufladephase benötigen, bevor sie wieder eingesetzt werden können, oder die Zerstörung von Katapulten, die einen in der Drachenform mit Speeren beschießen, indem der Spieler Feuerbälle auf sie spuckt oder sehr nah an sie heranfliegt und direkt mit Feuer bespeit. Sonst existieren keine anderen Arten von Kämpfen in der Drachenform.

### Drachenturm
Der Drachenturm steht auf der Wächterinsel. Die Wächterinsel mit dem Drachenturm steht dem Spieler etwa ab der Mitte des Spiels als Rückzugsort zur Verfügung. Er beherbergt verschiedene Stockwerke und Plattformen, in denen ein Nekromant, Alchemist, Bezauberer und ein Trainer wohnen. Im Laufe des Spiels bestimmt der Spieler einen von zwei möglichen Kandidaten für je eine Stelle. Je nachdem für welchen Charakter sich der Spieler entscheidet vergeben sie Quests, um die jeweiligen Plattformen zu erweitern und zu verbessern.
Die Fähigkeiten der zwei Anwärter unterscheiden sich und der Spieler muss eine zu seinem Spielstil passende, dauerhafte Entscheidung treffen. So hat sich etwa der eine Bezauberer auf Rüstungen, der andere auf Waffen spezialisiert. Im Thronsaal finden sich drei Sammler, die etwa alchemistische Zutaten auf Befehl finden. Je nachdem wie gut diese ausgerüstet werden, finden sie diese schneller und in höherer Anzahl. Außerdem befinden sich eine Tänzerin und ein Musiker im Thronsaal. Per Aufzug gelangt der Spieler in die privaten Gemächer, wo ein Illusionist und Sassan sich aufhalten. Der Illusionist kann das Geschlecht des Helden und sein Aussehen ändern. Sassan ist für den Ausbau der Plattformen und als Händlerin beziehungsweise Magierin kompetent. In den Gemächern des Spielers besteht die Möglichkeit, in einer Truhe insgesamt maximal 400 Gegenstände dauerhaft zu lagern. Man kann sich jederzeit durch den Drachenstein zum Drachenturm teleportieren lassen. Die Plattformen und ihr Nutzen:
- Nekromanten-Plattform: Hier ist es möglich, falls der Spieler einen Kristallschädel gefunden hat, seine Kreatur durch Körperteile individuell zu erstellen. Auf dieser befindet sich neben dem Nekromanten der Händler Grimm, der einem Körperteile verkaufen kann.
- Alchemie-Garten: Hier werden vom Alchemisten Tränke zubereitet.
- Bezauberungswerkstatt: Hier erfolgt die Bezauberung von Gegenständen, die danach z. B. bessere Nahkampfeigenschaften aufweisen.
- Trainingsarena: Hier findet der Spieler den Drachenstein und nimmt ihn an sich. Außerdem werden hier die Fähigkeiten durch den Trainer erweitert.

## Entwicklungsdetails

### Hintergrund
Da Larian Studios bereits Erfahrungen mit Publisher- und Geldsorgen hatte, entschieden sie sich, zwischen 2004 und 2006 viele Auftragsarbeiten anzunehmen, um genügend finanzielle Rücklagen für das nächste Spiel der Divinity-Reihe zu schaffen, was laut Larian Studios funktionierte. Während 2004 und 2006 arbeitete nur ein kleines Team an Divinity-Inhalten.
Aufgrund einer Idee von Rhianna Pratchett, die unter anderem an der Novelle „Beyond Divinity“ gearbeitet hat, einen Drachen als zentrales Thema zu wählen, wurde das gesamte Spiel erdacht. Die konkreten Arbeiten am Spiel Divinity 2: Ego Draconis begannen Ende 2006. Das Wort ego ist lateinisch und bedeutet „ich“ während draconis der Genitiv zum lateinischen Wort für Drache (draco) ist. Fließend übersetzt bedeutet Ego Draconis „Ich, der Erbe, Nachfolger der Drachen“. Der Name sollte ebenfalls ein kleiner Hinweis auf die Handlung des Spiels sein. Die Entwicklungsarbeiten endeten offiziell im Juli 2009, es wurden für das Hauptspiel lediglich noch Patches veröffentlicht. Der letztendliche Veröffentlichungstermin war der 24. Juli 2009 für den PC und am 2. Oktober 2009 folgte die Xbox-360-Version.

### Entwicklung und Technik
Ursprünglich war geplant, dass der Held sich noch in eine Mischform aus Drache und Mensch verwandeln kann, die sich genauso wie ein Mensch fortbewegen kann, damit der Spieler sich in einem Dungeon in einen Drachen verwandeln kann. Dies wurde jedoch fallengelassen, da es laut den Entwicklern keinen Grund mehr gäbe, als Mensch zu kämpfen, da die Drachenform sehr viel stärker sei. Das Modell wurde daraufhin für die Rasse des Drachenelfs wiederverwendet und implementiert.
Aufgrund der Hardware-Limitierung durch die Xbox 360 mussten während des Entwicklungsprozesses fast alle Tiere aus dem Trümmertal entfernt werden, da es zu starken Rucklern während des Spielens kam.
In der Planungsphase waren etwa 30 bis 40 Spielabschnitte geplant. Am Ende waren es weniger als zehn. An der Stadt Aleroth wurde sechs Monate lang gearbeitet. Als es sich jedoch abzeichnete, dass die Stadt bis zum Abgabetermin nicht fertig werden würde, wurde sie aus dem Spiel entfernt. Als die Arbeiten an Flames of Vengeance begannen wurde sie ins Add-on implementiert.
Eine breitere Rassenvielfalt wurde ebenfalls geplant. Elfen, Zwerge, Orks, Untote, Imps und Echsenwesen, die alle bereits in den Vorgängern präsent waren, sollten in der Spielwelt angesiedelt werden. Der Spieler wäre auf diese Rassen gestoßen und diese hätten danach eine Delegation zum Drachenturm entsandt. In dem Turm sollte aus den Rassen eine Armee aufgestellt und gegen Damians Armeen im Echtzeitstrategie-Kampf in die Schlacht geschickt werden können. Der Drachenturm sollte als die zentrale Schnittstelle für die eigene Armee dienen. Im Turm sollten Zyklopen als Diener verfügbar sein und der Turm selbst sollte wie in den Sims-Spielen anpassbar sein. Aufgrund des massiven Aufwandes wurde es nicht implementiert.
Ursprünglich war ebenfalls geplant, dass die Drachenform Luftangriffe auf normale Monster und Gegner ausführen kann. Dies wurde jedoch ebenfalls fallengelassen, da es ebenso wie bei der Mischform nicht genügend Gründe gebe, als Mensch an Land zu kämpfen. Ein Multiplayer-Modus mit eigenem Handlungsstrang war ebenfalls geplant. Er wurde jedoch ab der zweiten Hälfte des Projekts verworfen, da die Quests im Multiplayer-Modus nicht sehr abwechslungsreich gestaltet werden konnte. Insgesamt bestand die Qualitätssicherungs-Abteilung unter anderem aus über 50 Testern. Die Tester saßen in Deutschland, Indien, Rumänien, Irland, Kanada und Belgien.
Für das Intro wurden Szenen aus der Spielengine verwendet, die daraufhin technisch aufbereitet wurden. Dies hat den Vorteil, dass die Arbeiten schneller und billiger zu erledigen sind, jedoch nicht an Qualität verlieren. Die Ingame-Videos wurden mit der spieleigenen Gamebryo-Engine erstellt, die etwa bereits bei Fallout 3 verwendet wurde.
Die Entwickler haben versteckte Mechanismen eingebaut, um No-CD-Cracks und andere Cracks aufzuspüren. Erfolgt eine Aufspürung, ist etwa das Springen nicht mehr möglich und zahlreiche andere Änderungen treten in Kraft.

### Einflüsse und Visionen
In einem Interview mit Koen Van Mierlo, Art & Visuals, und Jan Van Dosselaer dem Lead Writer erklärten sie ihre Motivation und Einflüsse auf Divinity 2 Ego Draconis, die nachfolgend dargestellt sind:
Die Vision hinter dem allgemeinen Spielwelt-Design besteht aus der Idee, größtmögliche Nähe zu den Vorgängern zu schaffen. Jedoch wollte das Team nicht ein Spiel erschaffen, das wie ein Cartoon aussieht oder eine zu realistische Umgebung schaffen. Das Ziel war es eine Balance zwischen beidem zu schaffen. Ebenso wurde versucht, beim Städte-Design nicht komplett von den Vorgängern abzuweichen, aber diese andererseits nicht zu kopieren. Die vergangene Zeit sollte sich ebenfalls in dem Stadt-Design widerspiegeln, wie etwa Aleroth vom kleinen Dorf in den Vorgängern zu einer vollwertigen Stadt wurde.
Die größten äußerlichen Einflüsse stellten der Vorgänger Divine Divinity, die Herr-der-Ringe-Romane und die impressionistische Kunst dar.

### Musik
Die Musik von Divinity 2: Ego Draconis und des Add-ons stammen vom Komponisten Kirill Pokrovsky, dem Keyboard-Spieler der russischen Thrash-Metal-Band Мастер. Sie wird dem Score/Epic-Genre zugeordnet. In einem Interview bezeichnete Pokrovsky die Musik von Mozart und Bach als die größten Einflüsse seiner Musik. Aber auch von moderneren Künstlern ließe er sich beeinflussen, etwa von dem Keyboarder und Pianisten Keith Emerson. Von ihm stammen die folgenden Titel:
| Titel                      | Titel                                 |
| -------------------------- | ------------------------------------- |
| Divinity II Main Theme     | Forgotten Foes                        |
| Broken Valley Wakes        | Festival of Immortals                 |
| Ominous Surroundings       | Ancient Presence                      |
| A New Dawn                 | From Hell                             |
| Memory of the Dragons      | Here Be Zandalor                      |
| Reborn                     | A Dark Day in Aleroth                 |
| Goblins! No Time To Waste! | Majesty of the Fjords                 |
| Fly, Dragon, Fly           | In the King’s Gardens                 |
| Sleepless Nights           | Lullabies for your Inner Dragon       |
| Waltz of Woe               | Nasty Creatures (and Restless Guard)  |
| Epiphany of Anguish        | The Dragon Terror Patrol Will Prevail |
| Tides of Battle            | Sunflower                             |
| Inner Voice                | Airborne                              |

### Sprachausgabe
Für die deutschen Sprachaufnahmen wurden namhafte Synchronsprecher eingesetzt, unter anderem die von Angelina Jolie und Ben Affleck. Ebenso wurden für die englischen Sprachaufnahmen namhafte Synchronsprecher engagiert. Insgesamt wurden knapp 100.000 Worte gesprochen, die auf 400 Rollen verteilt wurden.
| Rolle           | deutsche Sprecher        | englische Sprecher  |
| --------------- | ------------------------ | ------------------- |
| Erzähler        | Helmut Krauss            | Jeff Rawle          |
| Damian          | Hans-Eckart Eckhardt     | –                   |
| Zandalor        | Ulrich Voß               | Bill Bingham        |
| Talana          | Claudia Urbschat-Mingues | Sally Wallis        |
| Magierin Sassan | Sonja Spuhl              | Josefina Gabrielle  |
| Der Divine      | Peter Flechtner          | Johnnie Lyne-Pirkis |

## Erweiterungen
Insgesamt erschienen sieben Downloaderweiterungen, die neue Rüstungs-Sets inklusive passenden Waffen beinhalten:
- Blutstaffel-Set I
- Blutstaffel-Set II
- Beschützer von Aleroth-Set I
- Beschützer von Aleroth-Set II
- Rivellon-Wächter-Set:
- Wildwesen-Set I
- Wildwesen-Set II

## Versionen
Bei Erstveröffentlichung erschien neben der normalen Version eine Collector’s Edition. Diese beinhaltet eine Box mit Standfigur (etwa 20 cm), eine hochwertige Stoffkarte, eine Soundtrack-EP, ein Wendeposter (DIN-A3) und ein Temporär-Tattoo.
Am 16. Oktober 2010 veröffentlichte Larian die Divinity Anthology, eine Sammlung aller zuvor veröffentlichten Teile der Divinity-Reihe, mit Ausnahme des Add-ons Flames of Vengeance. Die Stückzahl war auf 25.000 Exemplare limitiert.

Logo der Dragon Knight Saga Edition

Da von vielen Spielern und Fachzeitschriften das Feedback kam, dass die technische Seite des Hauptspiels und des Add-ons nicht zufriedenstellend sei, fassten die Larian Studios den Plan, eine komplett überarbeitete Version herauszubringen. Am 29. Oktober 2010 erschien diese umfangreich überarbeitete Version als Divinity 2 – The Dragon Knight Saga für den PC, die Xbox-360-Version folgte am 12. November 2010. Sie enthält eine überarbeitete Version des Hauptspiels und das Add-on Flames of Vengeance, ebenso alle bereits erschienenen Downloaderweiterungen. Die Gesamtkosten für die Dragon-Knight-Saga-Version beliefen sich auf 6,5 Millionen Euro.
Am 31. Oktober 2012 erschien eine Developer’s Cut Edition auf den Onlinedistributionsplattformen Steam und GOG.com. Sie enthält das Hauptspiel nebst Add-on Flames of Vengeance und einen Entwicklermodus.
Im Oktober 2012 startete mit dem Release der Developer’s Cut Edition eine Aktion auf der Onlinedistributionsplattform GOG.com, bei der die Divinity Anthology Edition zu dem Preis gekauft werden konnte, den der Käufer selbst bezahlen wollte. Je mehr bezahlt wurde, desto mehr Inhalte bekam der Käufer. Außerdem veröffentlichte Larian Studios ab Erreichen bestimmter Verkaufszahlen unter anderem Behind-the-scenes-Videos.

## Rezeption
Das Spiel erhielt gemischte Wertungen (Metacritic: 72 von 100 (Win)/62 (Xbox 360), Gamerankings: 71,04 % / 63,89 %) und wurde in den deutschsprachigen Magazinen mehrfach mit der Gothic-Reihe, Diablo und Oblivion verglichen.
Die Fachzeitschrift GameStar lobte in ihrem Test die im Kern gelungene Handlung, obgleich sie erzählerische Schlampereien besitze. Die Questdichte und deren variablen Lösungsmöglichkeiten wurden besonders hervorgehoben. Die Charakterentwicklung, die nur eine sinnvolle Steigerung der Talente erfordere, wurde mit den Vorgängern und dem Spiel Diablo verglichen. Die reine Grafikqualität wurde etwa mit dem Spiel Fallout 3 oder Oblivion verglichen, wobei Fallout 3 deutlich schöner aussehen würde als Ego Draconis, jedoch würde die Spielwelt längst nicht so steril wirken wie etwa in Oblivion.
Die PC Games erkannte in ihrem Test, dass der Spielablauf stark aufs Kämpfen ausgelegt ist, jedoch mit einem Story-Twist ausgestattet sei und eine hohe Questdichte aufweise, die nicht langweile, ebenso wie witzige Ideen. Die größten Kritikpunkte sind für das Magazin die Bedienung und das Interface, das auf den ersten Blick zu wenige Informationen preisgeben würde, etwa wer die Quest überhaupt erteilt hätte. Während auf den zweiten Blick zu viele Informationen preisgeben würden, da jedes Gespräch, das mit der Quest zusammenhängt, Wort für Wort aufgeschrieben und protokolliert wird.
Die Seite Gamona meinte in ihrem Test, dass die Quests sehr liebevoll sind, was für Rollenspiele ein besonders wichtiges Kriterium sei. Auch die Interaktion mit NPCs wurde gelobt. So würden NPCs, die am Ende eines Gespräches sagen „Ich mache mich schon mal auf den Weg“, sich wirklich auf den Weg machen und würden danach nicht „blöd in der Gegend rumstehen“. Das Spiel wird als klassisches Rollenspiel bezeichnet im Stile des Computerspiels Gothic. Größere Kritikpunkte waren das Kampfsystem, das zu oberflächlich erscheine und in ein Dauerklicken à la Diablo ausarte.
Die Seite 4Players gab in ihrem Test an, dass das Spiel in seinen Glanzmomenten an Gothic, Oblivion und Co. erinnere. Ein Turm, den es zu erobern gilt, der jedoch nur eine kleine Etappe markiert, erinnert das Magazin an Saurons Turm aus den Herr-der-Ringe-Romanen. Das Spiel wurde im Test mehrfach mit der Gothic-Reihe verglichen. So sei die Charakterentwicklung nicht ganz so frei wie in Gothic, jedoch ist es möglich, alle Spezialeigenschaften aller Klassen ausbauen. Die Kämpfe orientieren sich mehr an einem Action-Rollenspiel als an Gothic meint das Magazin. Einzelne Gegner sollen kaum gefährlich sein, ähnlich wie bei Gothic in größeren Gruppen dennoch eine enorme Gefahr darstellen. Ausgestorbene Gegenden, wie sie etwa bei Gothic 3 anzutreffen wären, gebe es bei Ego Draconis nicht.
Das Spieleportal Gameswelt stellte ebenfalls Parallelen zur Gothic-Reihe fest. So funktioniere ebenfalls das Kampfsystem ähnlich dem von Gothic. Große taktische Fähigkeiten seien im Kampf nicht nötig, nur die Verteilung der Fähigkeiten ist entscheidend. Bemängelt wurde, dass es etwa kein Gut-oder-böse-System gibt und so alle Bewohner meistens gleich auf den Helden reagieren. Ebenso wie das Magazin Gamestar verglich das Portal Gameswelt das Spiel mit Oblivion und kam zu dem Schluss, dass Divinity 2: Ego Draconis nicht so klinisch wirke wie Oblivion und es an jeder Ecke des Startgebietes bereits etwas zu bewundern gäbe.
Das Portal Looki kritisierte die zwar nette Geschichte, diese könne aber nur bedingt fesseln. Ebenso seien im Spiel kleinere Darstellungsfehler und schnöde Wasser-Darstellungen vorhanden. Das Spiel biete eine umfangreiche Spielwelt mit teils öden Jump-’n’-Run-Passagen. Größere Kritikpunkte sind der Kompass und die Landkarte, die wenig aussagekräftig sind. Das Fernkampfsystem wurde dahingehend kritisiert, dass durch das automatische Anvisieren dieses unnötig kompliziert würde. Die Hauptstory könnte in drei Absätzen erklärt werden, biete jedoch hin und wieder nette Einschnitte und Überraschungen.
IGN meinte in ihrem Review, je länger gespielt wird, desto besser werde das Spiel. Diese Art Fantasy-Welt habe IGN jedoch dutzende Male zuvor gesehen, etwa bei Risen oder bei Dragon Age: Origins. Die Story selbst ist, nachdem sie Fahrt aufgenommen hat, interessant genug, jedoch wird sie mit lächerlichen Fantasy-Klischees bestückt. Begründet wird dies etwa mit dem Zauberer Zandalor, der eine blaue Robe mit Sternen trägt, einen fusseligen Bart und einen spitz zulaufende Hut hat. Zur Spielwelt meint IGN, dass sie voll mit Menschen und fantastischen Kreaturen sei, von denen jede ihre eigene Kampfweise hat.
Die Seite Spieletipps lobte und kritisierte zugleich die Spielwelt. Man fände überall Bücher, dies wäre stimmiger inszeniert worden als in Gothic 3, jedoch nicht so intensiv wie bei The Witcher. Das grafische Niveau erreichte nicht einmal das Niveau des zuvor erschienenen Drakensangs, trotzdem wirke das Spiel ordentlich und stilsicher. Das Kampfsystem sei noch hektischer als das der Gothic-Reihe und lässt dem Spieler weniger Freiheiten.
Von Computer Bild Spiele wurden die „große“ Spielwelt und die „gute Geschichte mit vielen Aufgaben“ gelobt. Kritisiert wurde, dass es keine Weganzeige bei Aufträgen gebe.
Die Dragon-Knight-Saga-Edition erhielt von englischsprachigen Webseiten und Magazinen überwiegend gute Wertungen (Metacritic: 82 von 100 (Win)/72 (Xbox 360), Gamerankings: 83,20 % / 72,69 %). Divinity 2 – The Dragon Knight Saga wurde teilweise ebenfalls von deutschsprachigen Magazinen für die Xbox 360 getestet. Es erhielt bei Computer Bild basierend auf drei Bewertungen die Durchschnittsnote 2,05.

### Auszeichnungen und Verkaufserfolg
Divinity 2: Ego Draconis gewann verschiedene Editors Choice Awards auf rpgwatch.com, gbase.ch und den des russischen „LKI game magazine“.
Divinity 2: Ego Draconis hatte so großen Erfolg, dass es einige Tage lang ausverkauft war. Das Hauptspiel zog wegen seines Endes, da der Spieler „verliert“, großen Unmut der Community und der Fachpresse auf sich.
Divinity 2: The Dragon Knight Saga erreichte 2010 den zweiten Platz der Game of the Year Awards 2010 – Best RPG von RPG-Watch. Die Leser konnten ebenfalls abstimmen und wählten das Spiel auf Platz 3.
Das französische Magazin jeuxvideo.com wählte 2010 die Divinity 2: The Dragon Knight Saga zum besten PC- und Xbox-360-Spiel des Jahres. Die Dragon-Knight-Saga-Edition gewann wie Divinity 2: Ego Draconis mehrere Editors Choice Awards.

### Verkaufszahlen
Laut der Website vgchartz.com haben sich das Spiel und das Add-on in allen erschienenen Versionen zusammengenommen etwa 470.000 Mal verkauft.

## Flames of Vengeance (Add-on)
Divinity 2 – Flames of Vengeance kam am 30. Juli 2010 auf den Markt. Es setzt die Geschichte von Divinity 2: Ego Draconis unmittelbar fort. Zum Spielen wird das Hauptspiel benötigt.

### Handlung
Ausgangspunkt der Handlung ist das Vordringen von Damians Armeen bis nach Aleroth. Zandalor, ein Magier der bereits bei der Eroberung des Drachenturmes geholfen hat, errichtet einen Schutzschildzauber, um die Stadt vor Angriffen zu schützen. Damians Armeen bombardieren den Schild und Zandalor kann den Schutzschild nur noch für wenige Tage aufrechterhalten.
Zu diesem Zeitpunkt dringt Behrlihn, ein treuer Anhänger Damians, mit Hilfe seiner magischen Fähigkeiten in die Halbwelt Hypnerotomachnia vor, um den dort gefangenen Helden zu befreien. Behrlihn möchte, dass der Held ihn aus seinem Grab tief unter Aleroth befreit. Als Gegenleistung verspricht er, Lucian den Göttlichen ebenfalls aus Hypnerotomachnia zu befreien und dem Helden das mächtige Artefakt mit dem Namen „Auge des Patriarchen“ zu überlassen, mit dem es möglich ist, Damians Armeen aufzuhalten. Da ihm keine Alternativen zur Verfügung stehen, stimmt der Held zu.
Behrlihn befreit den Helden und lässt ihn in Aleroth in die Welt schreiten. Behrlihn spricht, wie Ygerna vorher, zu dem Helden und gibt ihm Anweisungen und Ratschläge. Es müssen fünf Hinweise gefunden werden, um zu Behrlihns Gefängnis unterhalb von Aleroth vorzudringen. Doch Bellegar, ein mächtiger Zauberer, der nur reimend spricht, versucht dies zu verhindern.
Nachdem es dem Spieler gelungen ist, gegen den Widerstand Bellegars alle fünf Hinweise aufzutreiben, kann der Spieler Behrlihns Grab aufsuchen. Im Grab trifft der Held erneut auf Bellegar. Dieser stellt den Spielercharakter vor die Wahl, Behrlihn zu befreien oder sich stattdessen von ihm helfen zu lassen, Damians Armeen zu besiegen. Entscheidet er sich für Behrlihn, teleportiert sich Bellegar fort, Behrlihn wird freigelassen und dieser übergibt dem Helden das Auge des Patriarchen. Er befreit Lucian nicht und schließt sich, wie der Spieler bereits vorausahnen konnte, Damian an. Entscheidet sich der Spieler für Bellegar, überlässt dieser dem Helden ein Artefakt, das ähnliche Macht wie das Auge des Patriarchen besitzt, und Behrlihn bleibt eingeschlossen.
Zandalor möchte daraufhin, per Zeppelin, zu Damians Fliegendem Palast vordringen, um dort eine Bombe abzuwerfen. Als Drache eskortiert man den Zeppelin bis zum Palast. Doch nur Ygerna und Behrlihn, sofern der Spieler ihn freigelassen hat, befinden sich dort.
Unabhängig davon, wie viele Lebenspunkte das Schiff bei seiner Ankunft hat, stürzt es in Damians Palast und explodiert. Danach befindet sich der Held in Hypnerotomachnia und trifft im Endkampf ein weiteres Mal auf Ygerna und gegebenenfalls Behrlihn. Durch Ygernas Tod zerbricht Lucians Gefängnis und er und der Held kehren nach Aleroth zurück.

### Spielprinzip
Der Charakter kann aus dem letzten Spielstand zu Divinity 2: Ego Draconis importiert werden. Dieser muss je nach Spielstand bis zur Extro-Sequenz des Hauptspiels gespielt werden. Die komplette Ausrüstung und die Entscheidungen bezüglich des Drachenturms werden mit übernommen. Alternativ kann ein neuer Charakter erstellt werden. Dieser startet auf Stufe 35 und mit 45.000 Goldmünzen. Er besitzt nur eine minimale Rüstung und keinerlei Waffen und Schmuck. Die Diener des Drachenturmes werden vermutlich per Zufall ausgewählt. Das Add-on hat sich hinsichtlich des Spielprinzips zum Hauptspiel nur geringfügig geändert.
| Deutschsprachiger Raum | Deutschsprachiger Raum     |                            |
| Publikation            | Wertung                    |                            |
| ---------------------- | -------------------------- | -------------------------- |
| GameStar               | 86 % (Win)                 |                            |
| Gameswelt              | 77 % (Win)                 |                            |
| Gamona                 | 79 %                       |                            |
| Looki                  | 82 % (Win)                 |                            |
| PC Games               | 81 % (Win)                 |                            |
| Spieletipps            | 80 %                       |                            |
| International          |                            |                            |
| IGN US                 | 6,0/10 (Win)               |                            |
| Metawertungen          |                            |                            |
| GameRankings           | 68,75 % (Win)              | 68,75 % (Win)              |
| Metacritic             | 72/100 (Win) 70/100 (X360) | 72/100 (Win) 70/100 (X360) |

### Rezensionen
Das Add-on erhielt gemischte Wertungen (Metacritic: 72 von 100 (Win)/70 (Xbox 360), Gamerankings: 68,75 %).
Die Fachzeitschrift GameStar bezeichnete das Add-on als Happy-End-Add-on. Die Story würde, mit vielen sehr interessanten und unterhaltsamen Quests, zu ihrem Ende gebracht werden. Die Synchronsprecher haben exzellente Arbeit abgeliefert, die jedoch sehr viele Rollen übernehmen. Flames of Vengeance soll eine komprimierte Version des Hauptspiels sein.
Die PC Games meint, das Add-on würde die Geschichte des Helden zu einem würdigen Ende führen. Der Humor des Hauptspiels ziehe sich ebenfalls durch das Add-on. Zum Schmunzeln sorge bereits der Beginn, worin der Held in einer Energiekugel mit spannungsgeladenen Trommelschlägen nach Aleroth zurückkehrt, was ein klarer Seitenhieb auf die Terminator-Filme sei. Der größte Kritikpunkt des Add-ons sei, dass das weitläufige Gelände des Hauptspiels der Stadt Aleroth weiche und ihren engen, unterirdischen Gängen.
Die Seite Gamona meinte, dass das Add-on das leistet, was es soll: die interessante Hauptstory weiterführen und noch mehr Spielspaß bieten. Es gehe aber auch nicht darüber hinaus. Die größten Kritikpunkte seien das sehr wechselhafte und teilweise unfaire Balancing. Verbesserungen gäbe es im Allgemeinen nur im Detail.
Das Spieleportal Gameswelt meint, dass das Add-on das Rollenspielrad zwar nicht neu erfinden würde, sondern das Hauptspiel spieltechnisch und inhaltlich fortsetze ohne irgendwelche Experimente oder großartige Neuerungen.
Das Portal Looki wertete positiv für die Windows-Version das „gelungene“ Leveldesign und die „humorvolle Geschichte“. Negative Kritikpunkte waren das fehlerhafte Balancing.
Die Seite Spieletipps lobte für die Windows-Version die „abwechslungsreichen Quests“. Negativ beurteilt wurde das Balancing.
Das Add-on Flames of Vengeance erhielt von der Fachzeitschrift Gamestar den Gold-Award.

## Trivia
Das Spiel enthält Verweise auf folgende fiktionale Figuren:
- Baal, er ist Damians oberster Dämon.
- Hänsel und Gretel, Hänsel liebt Gretel und dieser findet, dass ihre Namen wunderbar zusammen passen. In ihrem Haus tauchte ein Monster auf. Hänsel hat es mit einer Spur aus Wurst und Brotkrumen zum Marktplatz gelockt, wo es gefangen genommen wurde. Gretel meint, dass dies viel schlimmer sei, als sie und Hänsel im Wald von einer Hexe gefangen genommen wurden.[90]
- Terminator, der Held kehrt durch eine blaue elektrische Energiekugel nach Aleroth zurück. Er bewegt sich wie im Film. Dabei wird die typische Terminator-Musik abgespielt. Außerdem sagt der Held: „Ich komme wieder“ (englisch: „I’ll be back“).[14]
- Power Rangers: Nachdem der Spieler in den Orobas-Fjorden das Grab eines Drachen besucht hat und wieder hinausgeht, erscheinen mehrere Spielfiguren, die sogenannte Dragon Terror Patrol (dtp der Name des Publishers), die die typische Formation der Power Rangers einnehmen und wie diese auftreten.[1]

Einer der möglichen Publisher meinte, dass Belgien dafür bekannt sei, keine Künstler zu haben. Daraufhin wurde ein Charakter im Spiel erschaffen, der den Publisher symbolisieren soll und seelisch mit einem Huhn verbunden ist. Wenn das Huhn getötet wird, stirbt der Charakter durch die Seelenverbindung ebenfalls.
Bellegar ist ein mächtiger Zauberer, der ausschließlich in Reimen spricht. Während er im Hauptspiel eher nebensächlich ist, kommt ihm im Add-on eine für die Hauptstory bedeutsame Rolle zu.
Im Spiel erscheint, nachdem der Spieler 30 Hasen getötet hat, ein riesiges Exemplar, das sogenannte Killer-Karnickel. Nachdem es durch den Spieler getötet wurde, wird der Erfolg „Hasenhauer“ freigeschaltet. Das Killer-Karnickel ist eine Anspielung auf Monty Python.

## Fortsetzungen der Divinity-Reihe
Am 6. August 2013 erschien Divinity: Dragon Commander, ein Mix aus Diplomatie, Taktik und Echtzeitstrategie. Der Spieler spielt darin den Drachenprinzen von Rivellon, der das Reich per Echtzeitstrategie-Kämpfen erobert. Auf dem Schlachtfeld kann der Spieler ebenfalls in seiner Drachenform präsent sein und aktiv ins Kampfgeschehen eingreifen.
2014 erschien ein weiteres Rollenspiel, Divinity: Original Sin. Es spielt zeitlich gesehen vor Beyond Divinity. Es wird in der isometrischen Ansicht dargestellt und verfügt über einen Koop-Modus.